# کاستلرایموندو
کاستلرایموندو (به ایتالیایی: Castelraimondo) یک کومونه در ایتالیا است که در استان ماچه‌راتا واقع شده‌است.

## خصوصیات
کاستلرایموندو ۴۴٫۹ کیلومترمربع مساحت و ۴٬۸۹۹ نفر جمعیت دارد و ۳۰۵ متر بالاتر از سطح دریا واقع شده‌است.